# Piotr Klimek
Piotr Klimek (ur. 12 listopada 1881 w Wengern, zm. 31 października 1940 w Mauthausen-Gusen) – polski duchowny, katecheta oraz dziekan w Żorach.

## Życiorys
Urodził się w 1881 roku jako syn rolnika na Śląsku Opolskim. Od 1893 roku uczęszczał do katolickiego gimnazjum św. Macieja we Wrocławiu, gdzie 6 lutego 1902 zdał egzamin dojrzałości. Po maturze studiował na Wydziale Teologicznym Uniwersytetu Wrocławskiego. Podczas studiów był także wolnym słuchaczem wykładów z języka i literatury polskiej. Sakrament święceń kapłańskich przyjął 23 czerwca 1906.
W lipcu i sierpniu 1906 pomagał jako kapłan w parafii Groß Kottorz (obecnie Kotórz Wielki), do której należały Wengern / Węgry; rodzinna wieś Klimka. Od 5 września 1906 został wikarym parafii Świętego Sebastiana w Gesundbrunnen (od 1920 dzielnica Berlina), gdzie pomimo zakazu przygotowywał także w języku polskim dzieci do przyjęcia sakramentów. 22 października 1911 został zatwierdzony na stanowisku kuratusa w Königsberg (obecnie Chojna), gdzie zaangażował się w budowę nowego kościoła i plebanii.
Po zakończeniu I wojny światowej zajmował od 27 września 1919 w Republice Weimarskiej stanowisko proboszcza w Züllichau (obecnie Sulechów), gdzie uczył również dzieci polskich robotników sezonowych czytać i pisać po polsku. Po plebiscycie śląskim przeniósł się na Górny Śląsk, gdzie w 1923 roku został inkardynowany do Administracji Apostolskiej, której administratorem apostolskim od 1922 roku był August Hlond. Ksiądz Piotr Klimek był do czerwca 1924 katechetą w gimnazjum w Pszczynie. W trakcie tworzenia w 1924 roku Archidiecezji katowickiej został mianowany 30 czerwca 1924 administratorem, a następnie proboszczem parafii Świętych Apostołów Filipa i Jakuba w Żorach. 21 października 1933 został wybrany dziekanem dekanatu żorskiego.
Po wybuchu II wojny światowej Żory zostały 1. września 1939 r. zajęte przez Wehrmacht, a w październiku 1939 r. włączone do Trzeciej Rzeszy. Wtedy nazwę miasta zmieniono ponownie na Sohrau. Wobec tego, że Piotr Klimek nie zaprzestał posług kapłańskich w języku polskim, jak tego żądała administracja niemiecka, został aresztowany 12 kwietnia 1940 przez Gestapo i osadzony w więzieniu w Rybniku. Na początku maja 1940 roku wywieziono go do obozu Priesterblock (Dachau KL), a stamtąd do obozu KL Mauthausen-Gusen w Austrii, gdzie zginął około 31 października 1940. Zwłoki zostały spalone w krematorium w Mauthausen.
Ku pamięci
Jego imieniem i nazwiskiem upamiętniono jedną z ulic w Żorach.